# Angeliño Tasende
José Ángel Esmorís Tasende (Coristanco, 4 de janeiro de 1997), conhecido apenas como Angeliño, é um futebolista espanhol que atua como lateral-esquerdo. Atualmente joga pela Roma.

## Carreira
Chegou ao Deportivo La Coruña em 2007, jogando 6 anos nas categorias de base do clube. Em 8 de julho de 2012, assinou um contrato de 4 anos com o Manchester City, que viria a ser efetivo em janeiro do ano seguinte.
Foi relacionado pela primeira vez a um jogo da equipe principal dos Citizens em dezembro de 2014, na vitória por 4–1 sobre o Sunderland, mas não entrou em campo. A estreia como profissional foi no New York City FC, clube ligado aos Citizens que disputa a Major League Soccer. No total, Angeliño atuou em 14 partidas pelo time nova-iorquino.
Voltou ao City no início de 2016, e fez seu primeiro jogo oficial pelos Citizens pela Copa da Inglaterra, entrando no lugar de Gaël Clichy aos 36 minutos do segundo tempo, na vitória por 4–0 frente ao Aston Villa, no dia 30 de janeiro. Na Liga dos Campeões, o lateral-esquerdo disputou a partida contra o Steaua Bucareste, novamente entrando como substituto. Ele ainda viria a jogar outra vez pelo City, desta vez pela Copa da Liga Inglesa, na vitória sobre o Swansea City por 2–1
Até o final de seu contrato, foi emprestado para Girona (não atuou), Mallorca e NAC Breda antes de assinar em definitivo com o PSV Eindhoven, onde jogou 43 partidas oficiais e marcou um gol. Em 2019, foi recontratado pelo Manchester City, tendo participado de 12 partidas (6 pela Premier League, 2 pela Copa da Inglaterra, 3 pela Copa da Liga e uma pela Liga dos Campeões da UEFA) e feito um gol.

### RB Leipzig e Hoffenheim

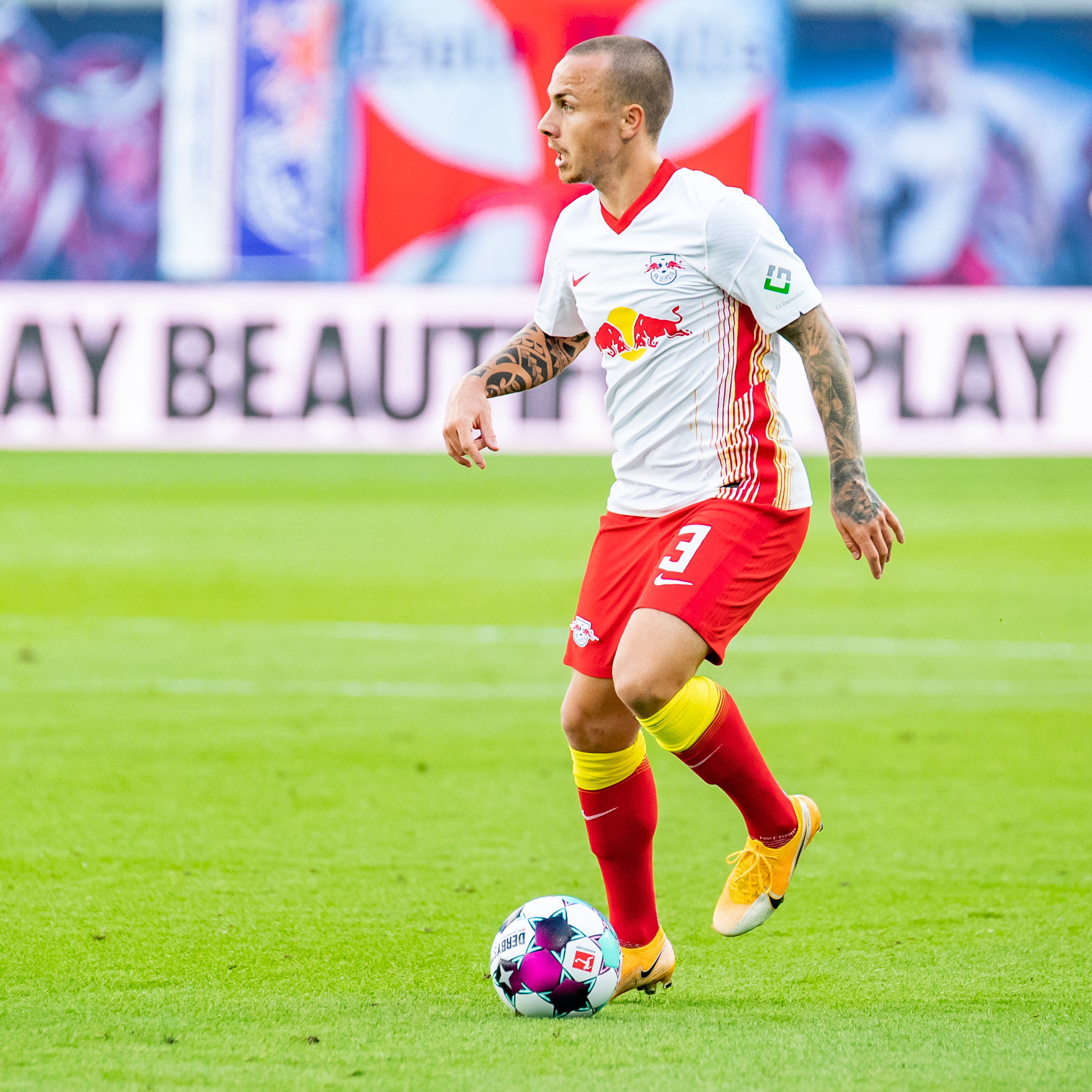
Angeliño durante o jogo entre RB Leipzig e Mainz em 2020.

Em janeiro de 2020, sem espaço no City, Angeliño foi emprestado ao RB Leipzig até o final da temporada, ajudando a equipe alemã a chegar às semifinais da Liga dos Campeões da UEFA. Seu desempenho fez com que o empréstimo fosse renovado até o encerramento da temporada seguinte, e em fevereiro de 2021, o Leipzig anunciou a compra do lateral em definitivo.
Embora tivesse atuado em 5 partidas da Copa da Alemanha (que terminou com o Leipzig campeão), vinha perdendo espaço após a chegada de Domenico Tedesco, sendo cedido por empréstimo ao Hoffenheim em agosto de 2022, como parte da transferência de David Raum ao Leipzig.

## Títulos
Manchester City
- Supercopa da Inglaterra: 2019

RB Leipzig
- Copa da Alemanha: 2021–22

### Prêmios individuais
- Talento do mês da Eredivisie: Setembro de 2017, Dezembro de 2017, Fevereiro de 2018, Abril de 2018, Setembro de 2019
- Talento do ano da Eredivisie: 2018–19
- Equipe ideal da Eredivisie: 2017–18, 2018–19
- Equipe ideal da Liga dos Campeões da UEFA: 2019–20[9]
- Time do ano da Bundesliga: 2020–21[10]